# Герб Радужного (Владимирская область)
Герб ЗАТО городского округа «Город Ра́дужный» Владимирской области Российской Федерации.
Герб утверждён решением Совета народных депутатов ЗАТО г. Радужный № 5/25 от 10 февраля 2003 года.
Герб внесён в Государственный геральдический регистр Российской Федерации с присвоением регистрационного номера № 1146.

## Описание герба
«В серебряном поле лазоревая (синяя, голубая), золотая и червлёная (красная) радуга в перевязь, и поверх неё — зелёные ель и берёза, причём ель накрывает край берёзовой кроны».
Герб города Радужного может воспроизводиться в двух равнодопустимых версиях:
 — без вольной части;
 — с вольной частью — четырехугольником, примыкающим изнутри к верхнему краю герба города Радужного с воспроизведёнными в нем фигурами из герба Владимирской области.
Версия герба города Радужного с вольной частью применяется после внесения герба Владимирской области в Государственный геральдический регистр Российской Федерации и соответствующего законодательного закрепления порядка включения в гербы муниципальных образований Владимирской области вольной части с изображением фигур из герба Владимирской области.

## Символика герба
Герб по своему содержанию един и гармоничен: все фигуры герба — серебряное поле, радуга, ель, берёза отражают исторические, географические и социально-экономические особенности города Радужного.
Город Радужный, основанный в 1971 г. как поселок для сотрудников оборонного ОКБ «Радуга», созданного для решения перспективных задач в области лазерных и оптико-электронных систем народно-хозяйственного и оборонного назначения, сегодня является закрытым административно-территориальным образованием для обеспечения особых условий безопасного функционирования градообразующего лазерного полигона и экологической безопасности населения.
Радуга аллегорически отражает название и города и градообразующего предприятия — федерального государственного унитарного предприятия «Государственный научно-исследовательский испытательный лазерный центр (полигон) Российской Федерации „Радуга“ имени И. С. Косьминова», делая тем самым герб гласным.
Радуга — одна из древнейших эмблем, как отражение солнца аллегорически символизирует дорогу к счастью, «временно ставшую видимой».
Ель и берёза отражают красоту местной природы.
Зелёный цвет означает экологию, стабильность, здоровье.
Серебро в геральдике — символ веры, чистоты, искренности, чистосердечности.
Лазурь в геральдике означает славу, честь, верность, искренность.
Золото — символ высшей ценности, богатства, величия, постоянства, прочности, силы, великодушия, интеллекта и солнечного света.
Красный цвет в геральдике — символ храбрости, мужества, красоты и труда.

## История герба
В 1996 году был выпущен сувенирный значок с проектом герба Радужного. Проект герба имел следующий вид: в верхней части щита герб Владимирской области, в нижней — в серебряном поле пересечённая червленью, золотом и лазурью выпуклая перевязь справа, обременённая зелёными елью и лиственным деревом.
На основе данного проекта был разработан и утверждён ныне действующий герб Радужного.
Герб разработан при содействии Союза геральдистов России.
Авторы герба: идея герба — творческая группа (Радужный); геральдическая доработка — Константин Мочёнов (Химки); обоснование символики — Галина Туник (Москва); компьютерный дизайн — Юрий Коржик (Воронеж).